# Mroczna krucjata
Mroczna krucjata – powieść z gatunku magii i miecza, której autorem jest Karl Edward Wagner. Tytuł oryginału: Dark Crusade (wyd. 1976). W Polsce ukazał się jako jeden z pięciu tomów wydanych w 1991 roku przez Phantom Press International Gdańsk.

## Dane
- Redaktor: Olaf Szewczyk. Redaktor serii: Janusz M. Piszczek.
- ISBN 83-85276-11-4
- Opis fizyczny: 205, [2] s. ; 20 cm.

Powieść przetłumaczyła Dorota Żywno.